# Martinskirche (Linz)

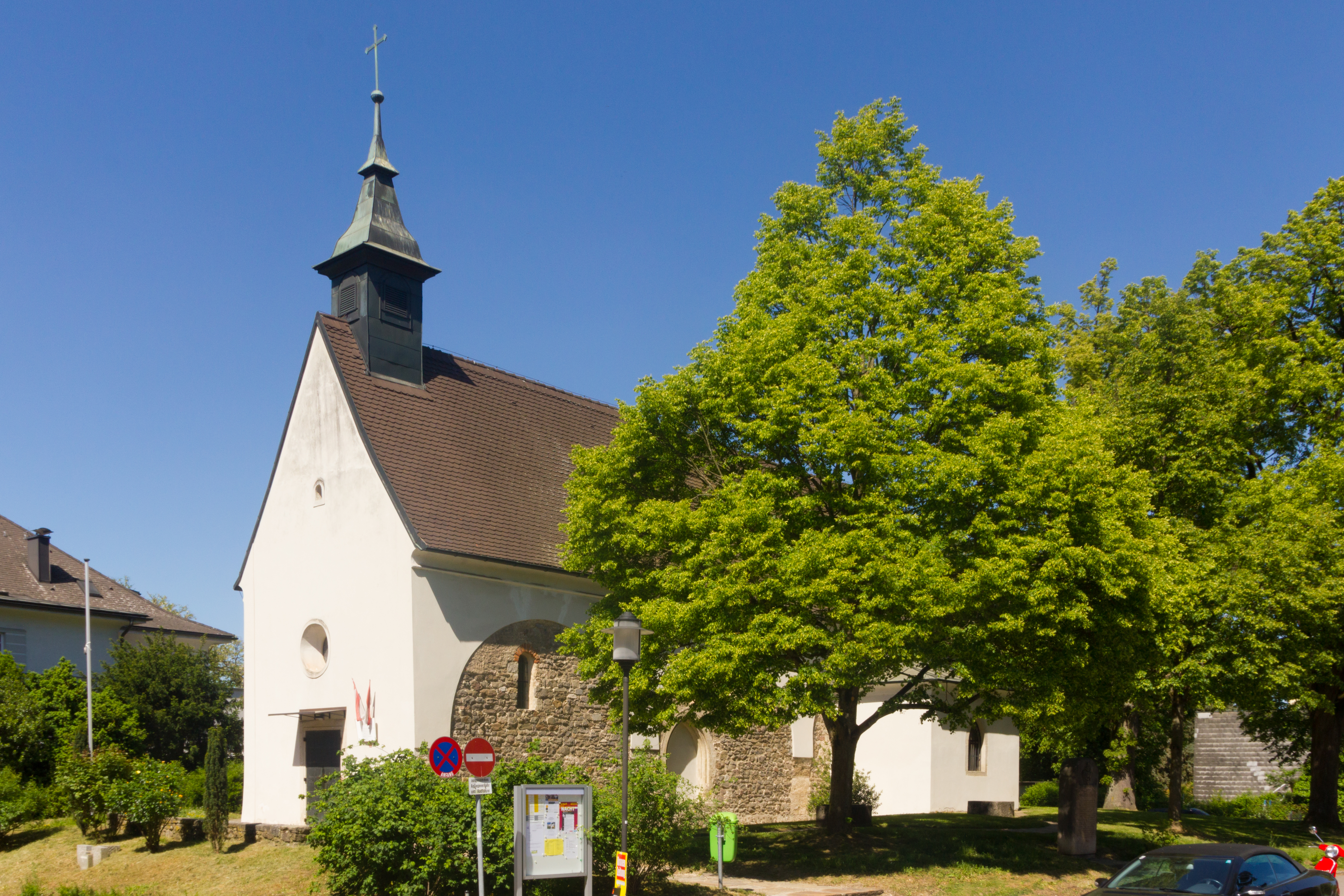
Martinskirche

Die Martinskirche steht in der Linzer Innenstadt in Oberösterreich. Die römisch-katholische Pfarrkirche St. Martin am Römerberg gehört zum Dekanat Linz-Mitte in der Diözese Linz. Die Kirche steht unter Denkmalschutz.

## Geschichte

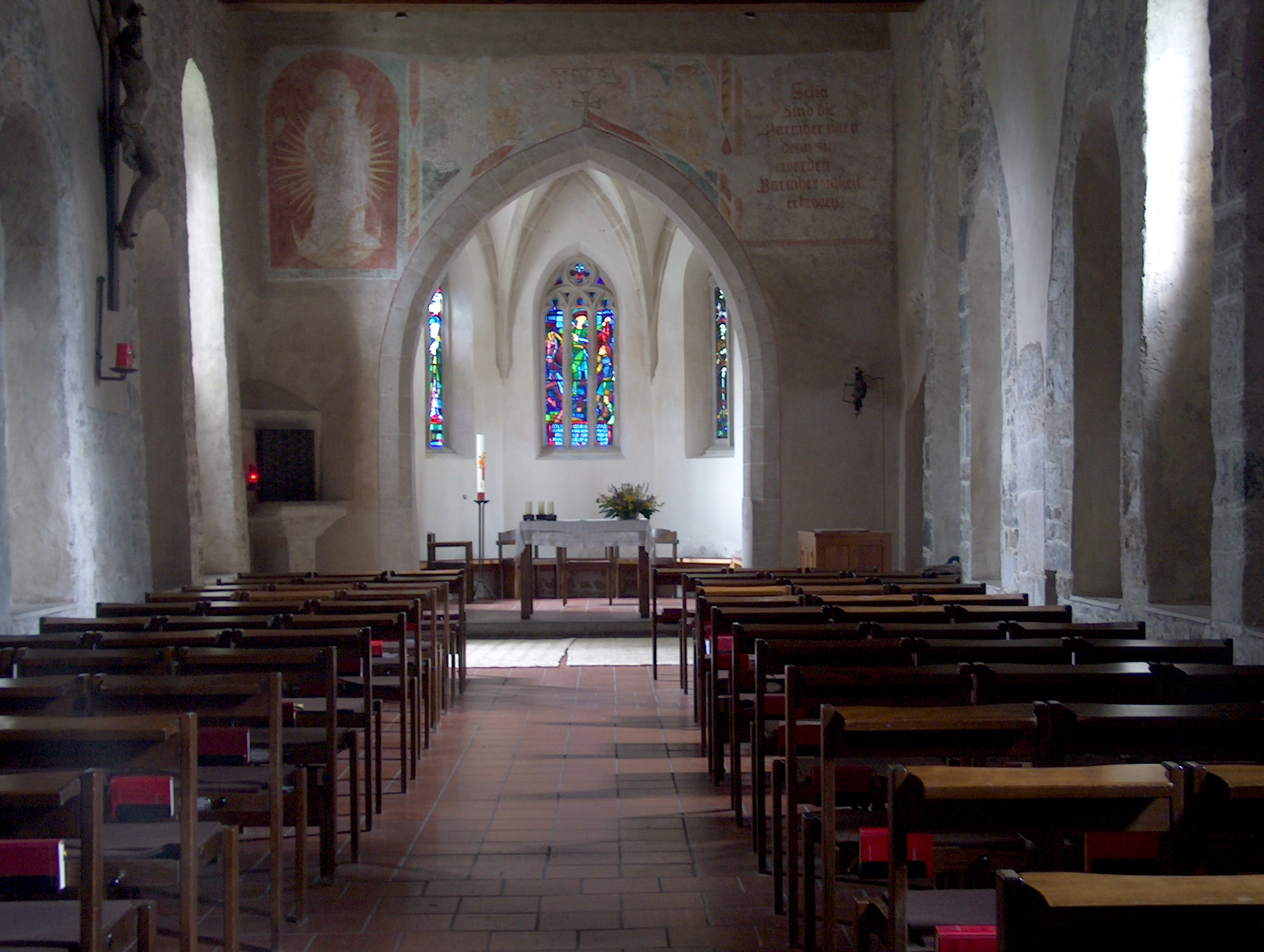
Das Innere

Die Martinskirche galt lange als die älteste erhaltene Kirche Österreichs, was nach neueren Forschungen allerdings nicht mehr haltbar ist. Andere Kandidaten sind die ähnlich datierte Ruprechtskirche (Wien) und die Filialkirche St. Ulrich in Thaur bei Innsbruck.
Die erste urkundliche Erwähnung datiert in das Jahr 799. Im Zuge der Vorbereitungen für den Kampf gegen die Awaren bekundete der bayerische Präfekt Gerold der Jüngere († 1. September 799), der mit der Führung des Feldzuges betraut war, Interesse an St. Martin. Er bat seinen Schwager König Karl um Intervention bei Bischof Waldrich von Passau, ihm das Gotteshaus als Fruchtgenussberechtigten auf Lebenszeit zu überlassen. Im Zuge einer Diözesansynode oder eines Treffens in Treisma wurde am 20. Juni 799 eine entsprechende Urkunde verfasst, deren älteste Abschrift aus dem 9. Jahrhundert im Bayerischen Hauptstaatsarchiv in München verwahrt wird.
In den folgenden Jahrhunderten kam es zur mehrfachen Umgestaltung und Erweiterung u. a. zu einem  Zentralbau mit unvollendetem kleeblattförmigen Grundriss. Im 15. Jahrhundert wurde die Kirche schließlich im Stil der Gotik umgebaut. 1589 wurde die Westwand bis auf die Fundamente abgetragen und neu aufgebaut, wobei der seit 799 genutzte südliche Eingang durch ein Westportal ersetzt wurde.
Während der Besetzung von Linz im Österreichischen Erbfolgekrieg durch Franzosen und Bayern wurde die Kirche 1742 als Pferdestall benützt, danach von 1810 bis 1832 als Militärdepot verwendet. Bei der Renovierung der Kirche im Jahr 1841 wurde der westliche Eingang erneuert.
Der ältere karolingische Zentralbau wurde 1978 ergraben.
Nach der Profanierung der Pfarrkirche Linz-St. Matthias beim ehemaligen Kapuzinerkloster am 3. Juli 2016 ist seit 10. Juli 2016 die bisherige Filialkirche der Pfarre, die Martinskirche, neue Heimat der Pfarre. Am 18. September 2016 wurde der Neubeginn festlich mit einem Gottesdienst unter Generalvikar Severin Lederhilger gefeiert. Bereits im Frühjahr 2015 hatte die katholische Kirche das im März 2015 nach 35 Jahren geschlossene Restaurant La Cave (Adresse: Römerstraße 21) gekauft und das Gebäude in weiterer Folge zum neuen Pfarrzentrum umfunktioniert.

## Architektur
Der heutige Grundriss ergibt sich aus einem Umbau wahrscheinlich im 10. oder 11. Jahrhundert. Die frühesten Mauerreste aus der Romanik lassen einen Rechtecksaal mit Chorschranke erahnen.

## Ausstattung
Im Inneren sind Fresken aus dem 14. und 15. Jahrhundert zu sehen sowie römische Grabsteine mit Inschriften aus dem 3. Jahrhundert und gotische Holzplastiken.